# (8199) Takagitakeo
(8199) Takagitakeo est un astéroïde de la ceinture principale.

## Description
(8199) Takagitakeo est un astéroïde de la ceinture principale. Il fut découvert le 9 décembre 1993 à Ōizumi par Takao Kobayashi. Il présente une orbite caractérisée par un demi-grand axe de 2,59 UA, une excentricité de 0,18 et une inclinaison de 12,7° par rapport à l'écliptique.

## Compléments